# 奈拜提耶空襲
當地時間2024年8月17日，以色列襲擊黎巴嫩南部奈拜提耶一座倉庫，造成至少11人死亡、4人受傷。

## 背景
2023年10月7日哈馬斯襲擊以色列後，以色列開始轟炸加沙地帶。作為報復，黎巴嫩武裝政治組織真主黨開始與以色列國防軍發生小規模衝突，以聲援巴勒斯坦人。真主黨表示，只有當以色列與哈馬斯在加沙的衝突達成停火後，真主黨才會停止攻擊。

## 空襲
以色列空軍戰機對奈拜提耶的庫夫爾山谷工業區內的一個鐵材倉庫進行空襲，該地區內有多家工廠，生產磚塊、金屬、鋁材等，也包含一處乳製品農場。倉庫的上層被用作安置敘利亞難民的居所。襲擊摧毀倉庫及周邊建築物。據黎巴嫩衛生部通報，襲擊共造成11人死亡，其中包括一名母親和她的兩個孩子，另有3名敘利亞人和1名蘇丹人受傷，其中2名敘利亞人傷勢嚴重。以色列國防軍聲稱襲擊的目標是距離以色列邊境約12公里的真主黨武器儲存設施。然而，當地一名屠宰場業主表示，該地點主要是工業和民用區，與以色列國防軍的說法不符。當地居民和目擊者表示，死者多為住在附近工廠宿舍的敘利亞難民工人。
這次襲擊是自2023年10月8日以色列空襲加沙，以色列軍隊與真主黨衝突升級以來，黎巴嫩境內最致命的襲擊之一。真主黨已聲明，除非以色列與哈馬斯達成停火協議，否則將繼續攻擊。

## 反應
- 以色列：國防軍阿拉伯語發言人阿維凱·阿德拉伊再次強調，這次襲擊的目標是真主黨的武器庫，並堅稱該地點確實有軍事裝備。然而，遇難者的親屬則否認這一說法，表示該地點純屬工業設施，並無任何武器存在[1]。

- 真主黨：作為回應，真主黨向上加利利地區發射55枚火箭彈，攻擊目標包括阿耶萊特哈沙哈爾、采法特及其他鄰近社區[10]。2名以色列士兵在米斯加夫阿姆附近受傷，同時當地還發生了十多宗火災[7]。

- 菲律賓：菲律賓駐黎巴嫩大使館在襲擊後敦促其駐黎巴嫩的11000名公民撤離該國[11]。